# CDKN2A
CDKN2A (англ. Cyclin dependent kinase inhibitor 2A) – білок, який кодується однойменним геном, розташованим у людей на короткому плечі 9-ї хромосоми. Довжина поліпептидного ланцюга білка становить 156 амінокислот, а молекулярна маса — 16 533.
| 10         |  | 20         |  | 30         |  | 40         |  | 50         |
| ---------- |  | ---------- |  | ---------- |  | ---------- |  | ---------- |
| MEPAAGSSME |  | PSADWLATAA |  | ARGRVEEVRA |  | LLEAGALPNA |  | PNSYGRRPIQ |
| VMMMGSARVA |  | ELLLLHGAEP |  | NCADPATLTR |  | PVHDAAREGF |  | LDTLVVLHRA |
| GARLDVRDAW |  | GRLPVDLAEE |  | LGHRDVARYL |  | RAAAGGTRGS |  | NHARIDAAEG |
| PSDIPD     |  |            |  |            |  |            |  |            |

A: Аланін

C: Цистеїн

D: Аспарагінова кислота

E: Глутамінова кислота

F: Фенілаланін

G: Гліцин

H: Гістидин

I: Ізолейцин

L: Лейцин

M: Метіонін

N: Аспарагін

P: Пролін

Q: Глутамін

R: Аргінін

S: Серин

T: Треонін

V: Валін

W: Триптофан

Кодований геном білок за функцією належить до фосфопротеїнів. 
Задіяний у таких біологічних процесах, як клітинний цикл, ацетилювання, альтернативний сплайсинг. 
Локалізований у цитоплазмі, ядрі.